# Adventure Time: Distant Lands
Adventure Time: Distant Lands (Hora de aventura: Tierras lejanas en Latinoamérica y Hora de aventuras: Tierras lejanas en España) es una serie web animada producida por Cartoon Network Studios y Frederator Studios que se estrenó el 25 de junio de 2020 a través del servicio streaming, HBO Max.
La serie es un especial y continuación de cuatro horas de duración de la serie animada estadounidense, Adventure Time, la cual fue creada por Pendleton Ward y originalmente transmitida en Cartoon Network de 2010 a 2018. El especial sigue las aventuras de Finn el humano, y su mejor amigo y hermano adoptivo Jake el perro, el cual tiene poderes mágicos que utiliza para cambiar de forma a cada instante. Finn y Jake viven en la tierra posapocalíptica de Ooo, donde interactúan con otros personajes principales de la serie, como Princess Bubblegum, Marceline y BMO.

## Elenco
- Jeremy Shada como Finn el humano[2]
- Olivia Olson como Marceline
- Niki Yang como BMO

## Producción

### Concepto
El especial sigue las aventuras de Finn el humano, y su mejor amigo y hermano adoptivo Jake el perro, el cual tiene poderes mágicos que utiliza para cambiar de forma a cada instante. Finn y Jake viven en la tierra posapocalíptica de Ooo, donde interactúan con otros personajes principales de la serie, como Princess Bubblegum, Marceline y BMO. Los arcos principales de cada episodio giran en torno mayormente en Finn y Jake, quienes descubren criaturas extrañas y luchan contra monstruos para ayudar a otros.

### Antecedentes
El 29 de septiembre de 2016, Cartoon Network anunció oficialmente que Adventure Time terminaría. La redacción de la historia para la primera serie finalizó a mediados de noviembre de 2016, y el guion final del programa fue dado a los guionistas el 28 de noviembre. La grabación de voz para la serie finalizó el 31 de enero de 2017. Varios de los miembros del equipo del programa fueron contratados para Summer Camp Island de Cartoon Network, serie creada por una de las escritora Adventure Time, Julia Pott. El final de Adventure Time se emitió el 3 de septiembre de 2018 con el episodio «Come Along With Me», el cual obtuvo una recepción muy positiva.

### Desarrollo
Los episodios especiales de Adventure Time: Distant Lands fueron producidos por Cartoon Network Studios y Frederator Studios, pero a diferencia de las temporadas anteriores, esta se estrenará en HBO Max, el servicio de video bajo demanda de WarnerMedia Entertainment.  El productor ejecutivo de Adventure Time, Adam Muto, dirigió los especiales, mientras que Jack Pendarvis, Christina Catucci, Charley Feldman y Kate Tsang fueron contratados como parte del equipo de redacción. Los artistas de guiones gráficos que trabajaron en estos especiales incluyen (entre otros) a: Ashlyn Anstee, Iggy Craig, Megan Fisher, Hanna K. Nyström, Maya Petersen, y Serena Wu. De junio a septiembre de 2019, Jenny Goldberg fue directora de arte de los especiales.

## Episodios
| N.º | Título           | Supervisado y dirigido por | Escrito y guionizado por                                                                                  | Fecha de lanzamiento original | Código de prod. |
| --- | ---------------- | -------------------------- | --- | ----------------------------- | --------------- |
| 1 | «BMO»            | Miki Brewster              | Hanna K Nyström, Iggy Craig, Laura Knetzger, Anna Syvertsson & Adam Muto                                  | 25 de junio de 2020           | —               |
| Cuando hay una emergencia espacial mortal en los confines más lejanos de la galaxia, sólo hay un héroe al que llamar, y probablemente no sea BMO, excepto que esta vez lo es.                                                                                  |                  |                            | |                               |                 |
| 2 | «Obsidian»       | Miki Brewster              | Hanna K. Nyström, Anna Syvertsson, Iggy Craig, Mickey Quinn, Maya Petersen, James Cambell & Ashlyn Anstee | 19 de noviembre de 2020       | —               |
| Obsidian: Marceline y la Dulce Princesa viajan al imponente y hermoso Reino de Cristal, y se adentran en lo profundo de su tumultuoso pasado, para evitar una catástrofe estremecedora.                                                                        |                  |                            | |                               |                 |
| 3 | «Wizard City»    | Jeff Liu y Miki Brewster   | Maya Petersen, Hanna K. Nyström, Anna Syvertsson, Aleks Sennwald y Haewon Lee                             | 2 de septiembre de 2021       | —               |
| Mentita comienza desde el principio, como otro estudiante inexperto de la Escuela de Magos. Cuando sucesos misteriosos en el campus arrojan sospechas sobre Pep y su pasado a cuadros ¿podrá dominar las artes místicas a tiempo para demostrar su inocencia?. |                  |                            | |                               |                 |
| 4 | «Together Again» | Miki Brewster              | Hanna K. Nyström, Anna Syvertsson, Iggy Craig, Maya Petersen & Serena Wu                                  | 20 de mayo de 2021            | —               |
| Finn y Jake se reúnen para redescubrir su vínculo fraternal y embarcarse en la aventura más importante de sus vidas. |                  |                            | |                               |                 |